# Región de Galguduud
Galguduud (somalí: Galguduud arábe: lغالغدود Ghālghudūd) es una región administrativa (gobolka) en el centro de Somalia. Limita con Etiopía, las regiones somalíes de Mudug, Hiiraan y Shabeellaha Dhexe, y el océano Índico. La capital es Dhusa Mareb.